# Xã Springdale, Quận Valley, Nebraska
Xã Springdale (tiếng Anh: Springdale Township) là một xã thuộc quận Valley, tiểu bang Nebraska, Hoa Kỳ. Năm 2010, dân số của xã này là 38 người.